# Šalgovce
Šalgovce jsou obec na Slovensku v okrese Topoľčany v Nitranském kraji. Žije v nich 470 obyvatel.

## Historie
První písemná zmínka je z roku 1156, kde je ves uváděna jako Seka, podle jiných pramenů až v roce 1258 jako Swk, altera Swk Sclavorum. Mezi 13. a 15. stoletím byla ves součástí panství hradu Nitra, v roce 1434 patřila místnímu rodu Sookyů a částečně Cseryů a Šándorů. V roce 1598 byla vesnice vypálena Turky. V roce 1715 zde bylo 30 domácností a v roce 1720 měla 39 domácností. V roce 1787 ve vsi žilo v 72 domech 435 obyvatel a v roce 1828 zde žilo 476 obyvatel v 68 domech.  Hlavní obživou bylo zemědělství a tkalcovství.

## Památky
- V obci je barokně-klasicistní kaštel z roku 1760 přestavěn v roku 1871.[5]
- Římskokatolická kaple Božského Srdce Ježíšova z roku 1700 s obrazem ze 17. století.[6]

## Přírodní poměry
Obec leží v jihozápadní částo okresu Topolčany v západní části Nitrianské pahorkatiny na jihovýchodním úpatí jižní části Považského Inovce, v pramenné oblasti pravostranného přítoku Radošinky. Odlesněné ůzemí leží v nadmořské výšce v rozmezí 195–422 metrů, střed obce leží ve výšce 250 m n. m. a je vzdálen 12 km od Piešťan a 25 km od Topoľčan. Povrch je tvořen horninami mezozoika, které jsou pokryté spraší. V severovýchodní části území obce se nachází částečný dubohabřinový les. Celková rozloha území obce je 8,9879 km², z toho v roce 2020 připadalo 76 % na zemědělskou půdu. Celkové využití půdy (2020): 60 % orná půda, 3 % vinice a zahrady, 13 % travnaté plochy a 16 % lesy. V roce 2023 připadalo 682,39 ha na zemědělskou půdu, z toho 536,81 ha byla orná půda, 6,5 ha vinice, 18,98 ha zahrady a 119,61 ha travnaté plochy. Lesy zaujímaly 142,19 ha, vodní plocha 2,46 ha a zastavěná plocha a nádvoří 29,49 ha.
Obec sousedí:
| Sokolovce, Ratnovce | Ardanovce | Ardanovce |
| Svrbice             |           | Radošina  |
|                     | Orešany   |           |